# Adrian Costea
Adrian Costea (n. 9 septembrie 1987, Fetești, Ialomița, România) este un senator român, ales în 2020 din partea AUR.
Înainte de a intra în politică s-a făcut remarcat prin activitatea de blogger și autor de articole pe teme de istorie.  Activitatea jurnalistică a fost premiată în cadrul concursului regional Siemens Press CEE Award,edițiile 2017 (locul 6) și 2018 (locul 5).
În octombrie 2021 a publicat la Editura Creator, în rețeaua Libris, studiul cu titlul "Teledemocratia si ghiontul", la origine fiind disertația susținută la Universitatea București cu titlul "Consideratii privind stadiile de receptare a democratiei electronice si paternalismului libertarian in spatiul romanesc. Analiza documentelor."
Este membru al Comisiei pentru Politică Externă și Comisiei de Comunicații, IT și AI.   
Este membru al Grupului Pro America din Parlamentul României; președinte al grupului de prietenie cu Grecia (Republica Elenă). 
În ianuarie 2023, a lansat la Țăndărei volumul "Viața și opera lui Paul Georgescu ", volum pe care l-a editat (autor Jana Stanciu), realizând o restaurare a memoriei cunoscutului scriitor și critic literar.
Activitatea sa parlamentară a fost direcționată către problemele de pe plan local, multe dintre interpelări și întrebări parlamentare preluând sugestiile cetățenilor din județul Ialomița.
Este parlamentarul care a inițiat legea anti-grooming, în colaborare cu activistul civic Justițiarul de Berceni.
În septembrie 2024 a propus un proiect pilot de reorganizare administrativă a județului Ialomița, prin reducerea numărului de la localități de la 66, la doar 22.